# Єрменчук-Гручман Ганна Михайлівна
Ганна Михайлівна Єрменчу́к-Гру́чман (нар. 16 червня 1969, Хмелівка) — українська художниця декоративного розпису; член Національної спілки художників України з 2000 року та Національної спілки майстрів народного мистецтва України з 2006 року; лауреат Хмельницької обласної премії імені В'ячеслава Розвадовського за 2012 рік.

## Біографія
Народилася 16 червня 1969 року в селі Хмелівці (нині Тернопільський район Тернопільської області, Україна). 1989 року закінчила Косівський технікум народних художніх промислів за спеціальністю «художня кераміка» (педагог Василь Бойчук); у 1996 році — Українську академію друкарства у Львові (педагоги: В. Овчинников, А. Попов, Христина Саноцька).
З 1990 року працювала викладачем малюнку, композиції, скульптури у Волочиській дитячій школі мистецтв, де 2005 року організувала творчу майстерню «Первоцвіт»; за сумісництвом з 1996 року — у Тернопільській школі мистецтв. На даний час працює викладачем малюнку, композиції та скульптури у Волочиській дитячій школі мистецтв, викладає у Волочиському центрі розвитку дитини «Калинка» і у Полянській загальноосвітній школі. Живе у місті Волочиську..

## Творчість
Працює в галузі декоративного розпису (орнаментує писанки, травленки, керамічні вироби: декоративні тарелі, глечики) та графіки. Серед робіт:
- «Осіння птаха» (1990);
- «Взяв би я бандуру» (1992);
- «Пісня кохання (Світ який — мереживо казкове)» (1994);
- «Світе мій» (1994);
- «Там соловейко щебетав…» (1994);
- «…Піє півень, сонцем п'яний» (1994);
- «Суперники» (1995);
- «Олені-квіти» (1995);
- «Чепурушечка» (1995);
- «На рушнику щастя» (1996);
- «Весняні переспіви» (1999);
- «Чорнії брови — стрічки шовкові…» (1998);
- «Щастя мить (Родинонько моя)» (1999);
- «Годинонька моя» (2000);
- «Мамина пісня» (2000);
- «Поділля. Великдень» (2007).

Бере участь у обласних, всеукраїнських художніх виставках з 1990 року. Персональні виставки відбулися у Косові у 1989 році, Тернополі у 1994 році, Хмельницькому у 1994 і 2006 роках.
У фондах Хмельницького обласного художнього музею зберігається три розписи художниці. Окремі роботи зберігаються в Українській академії друкарства.

## Зауваги
1. ↑  За високу професійну майстерність, вагомий особистий внесок у розвиток та популяризацію українського образотворчого та декоративно-прикладного мистецтва[1].